# Pasi Rasimus
Pasi Rasimus (Helsinki, 6 marzo 1962) è un ex calciatore finlandese, di ruolo attaccante.

## Carriera

### Club
Rasimus cominciò la carriera con la maglia dello HJK, per poi passare al TPS. Tornò nuovamente allo HJK, prima di accordarsi con i norvegesi del Lillestrøm. Esordì nella 1. divisjon in data 6 maggio 1990, subentrando a Jan Ove Pedersen nella vittoria per 2-1 sul Rosenborg. Il 4 giugno, segnò la prima rete: fu autore di un gol nella sconfitta per 3-2 sul Molde. Nel 1992, tornò in patria per giocare nel FinnPA, dove rimase fino al 1995.

### Nazionale
Rasimus conta 4 presenze per la Finlandia, con una rete all'attivo.

## Palmarès

### Club

#### Competizioni nazionali
- Campionato finlandese: 3

HJK: 1981, 1987, 1988
- Coppa di Finlandia: 1

HJK: 1981